# Béla IV của Hungary
Vua Béla IV (1206 - 3/5/1270) cai trị Hungary và Croatia từ năm 1235 đến năm 1270, đồng thời là Công tước xứ Styria từ năm 1254 đến năm 1258. Là con trai cả của Vua András II, ông được đưa lên ngôi vào năm 1214 bởi nhóm quý tộc có ảnh hưởng lớn từ thời kỳ của cha ông. Cha của ông, người phản đối mạnh mẽ việc đăng quang của Béla, đã không để Béla tiếp quản bất kỳ tỉnh nào cho đến tận năm 1220. Cùng năm, Béla được bổ nhiệm làm Công tước của Slavonia, sở hữu quyền tài phán ở Croatia và Dalmatia. Cũng trong khoảng thời gian này, Béla kết hôn với Maria, con gái của Theodore I Laskaris, Hoàng đế xứ Nicaea. Từ năm 1226, ông cai quản Transylvania với danh hiệu Công tước. Ông hỗ trợ Cơ đốc giáo truyền đạo cho những người Cumans sống ở vùng đồng bằng phía đông tỉnh. Một số thủ lĩnh của Cuman thừa nhận quyền lực của ông phong tước hiệu "Vua của Cumania" cho ông vào năm 1233. Ngày 21 tháng 9 năm 1235, András qua đời và Béla lên kế vị. Ông cố gắng khôi phục quyền lực hoàng gia, thứ vốn đã bị suy giảm dưới thời cha mình. Với mục tiêu trên, ông sửa đổi các khoản tài trợ đất và cho phép khai hoang trong cả vùng đất của hoàng gia, điều đã gây ra sự bất mãn trong giới quý tộc và các giám mục.
Vào ngày 11 tháng 4 năm 1241, quân Mông Cổ xâm lược Hungary và tiêu diệt quân đội của Béla trong trận Mohi. Ông đã trốn thoát khỏi chiến trường song một biệt đội Mông Cổ đuổi theo ông đến tận Trogir trên bờ biển Adriatic. Dù ông sống sót sau cuộc xâm lược, quân Mông Cổ đã tàn phá đất nước Hungary trước khi rút lui bất ngờ vào tháng 3 năm 1242. Béla đã đưa ra những cải cách triệt để nhằm chuẩn bị sẵn sàng cho cuộc xâm lược của người Mông Cổ lần thứ hai. Ông cho phép các nam tước và giáo chủ dựng các pháo đài bằng đá và thành lập các lực lượng vũ trang riêng của họ. Ông cũng yêu cầu các thị trấn cần được xây sửa kiên cố. Trong triều đại của Béla, hàng ngàn người dân thuộc địa đến từ Đế chế La Mã Thần thánh, Ba Lan và các vùng lân cận khác đã di cư đến những vùng đất bị tàn phá của Hungary. Những nỗ lực của Béla trong việc xây dựng lại đất nước sau chiến tranh đã khiến người đời gọi ông với danh hiệu "người sáng lập nhà nước thứ hai" (tiếng Hungary: második honalapító).
Ông đã thiết lập một liên minh phòng thủ chống lại quân Mông Cổ, bao gồm Daniil Romanovich, Boleslaw the Chaste, Hoàng tử Halych, Công tước xứ Cracow cùng một số hoàng tử Ruthenian và Ba Lan khác. Các đồng minh của ông đã ủng hộ ông trong việc chiếm Công quốc Styria vào năm 1254, song, vùng đất này sáu năm sau đã bị mất vào tay Vua Ottokar II của Bohemia. Trong thời trị vì của Béla, một vùng cố thủ rộng lớn - bao gồm Barancs (Braničevo, Serbia), Bosnia cùng một số vùng đất mới bị chinh phục khác - đã được thiết lập dọc theo biên giới phía nam của Hungary vào những năm 1250.
Mối quan hệ của Béla với người thừa kế của mình, István, trở nên căng thẳng vào đầu những năm 1260, vì nhà vua lớn tuổi ưu ái con gái của ông là Anna và con út của ông, Béla, Công tước xứ Slavonia hơn người con cả. Nội chiến kéo dài đến năm 1266 và buộc nhà vua phải nhường các lãnh thổ của Vương quốc Hungary ở phía đông sông Danube cho István. Tuy nhiên bên cạnh đó, hoàng tộc của Béla nổi tiếng về lòng mộ đạo: ông qua đời với danh nghĩa là học sinh đại học dòng Phanxicô, và sự tôn kính của ba người con gái thánh thiện của ông - Kunigunda, Yolanda và Margaret - đã được Tòa thánh xác nhận.

## Triều đại của Béla IV

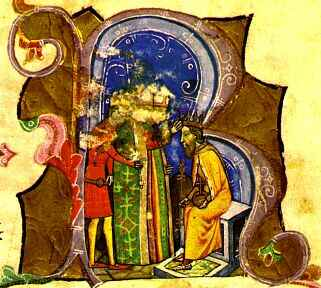
Béla lên ngôi vua (từ Illuminated Chronicle)

### Trước cuộc xâm lược của người Mông Cổ (1235–41)
Vua András qua đời vào ngày 21 tháng 9 năm 1235.  Béla, người kế vị cha mình mà không có sự phản đối, được Robert, Tổng giám mục của Esztergom ở Székesfehérvár, đưa lên ngai vàng vào ngày 14 tháng 10.   Ngay khi lên ngôi, ông cách chức và trừng phạt nhiều cố vấn thân cận của cha.  Trong đó có thể kể đến như việc ông đã xử mù Palatine Denis và bỏ tù Julius Kán.   Palatine Denis bị buộc tội có quan hệ ngoại tình với Nữ hoàng Beatrix, góa phụ trẻ của vua András ngay khi người còn tại thế.  Béla ra lệnh bỏ tù nhưng cô đã trốn thoát đến Đế chế La Mã Thần thánh, nơi cô sinh ra một người con trai, cũng chính là István  Béla và anh trai Coloman không công nhận đó là một người con của hoàng gia.  

### Cuộc xâm lược Hungary của quân đội Mông Cổ (1241–42)

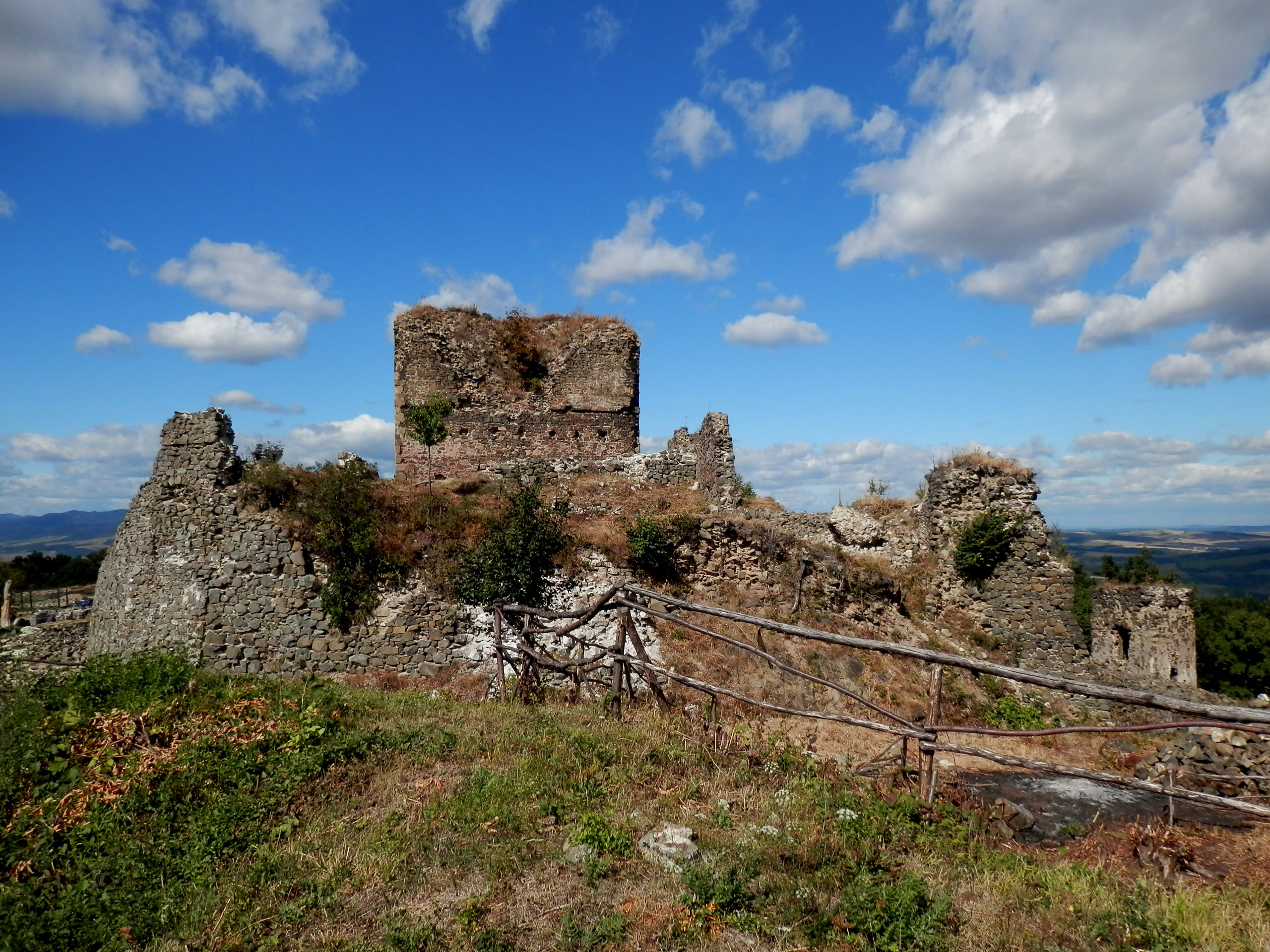
Tàn tích của Lâu đài Sáros (Šarišský hrad ở Slovakia), một pháo đài hoàng gia được xây dựng dưới thời trị vì của Béla

Vào tháng 12 năm 1240, quân Mông Cổ tập trung tại các vùng đất giáp biên giới với Hungary và Ba Lan dưới sự chỉ huy của Batu Khan.  Mông Cổ yêu cầu Béla phục tùng Đại hãn Ögödei của họ, nhưng Béla từ chối nhượng bộ và đã củng cố phòng thủ tại các ngọn núi giáp biên giới.  Vào ngày 12/3/1241, quân Mông Cổ phá vỡ các đường phân biệt biên giới ở đèo Verecke (Veretsky Pass, Ukraine), chính thức xâm lược vào vùng đất Hungary.  
Vào đầu năm 1242, sông Danube đóng băng đã tạo điều kiện thuận lợi cho quân Mông Cổ băng qua. Một biệt đội Mông Cổ dưới sự chỉ huy của Kadan, con trai của Đại hãn Ögödei, đã đánh đuổi Béla từ thị trấn này sang thị trấn khác ở Dalmatia.  Để tị nạn, Béla đã trốn vào trong một thị trấn kiên cố - Trogir.  Trước khi Kadan vây hãm thị trấn vào tháng 3, tin tức về cái chết của Đại hãn đã bị lộ ra.  Batu Khan muốn tham dự cuộc bầu cử người kế vị Ögödei với đủ quân số nên đã ra lệnh rút toàn bộ lực lượng Mông Cổ khỏi Hungary.  Béla, thay cho lời cảm ơn thị trấn Trogir, đã cấp cho nơi này thêm vùng đất gần Split. Tuy nhiên, điều này sau đó là tiền đề cho các xung đột kéo dài giữa hai thị trấn Dalmatian. 

### "Người sáng lập thứ hai của Nhà nước" (1242–61)
Khi trở về Hungary vào tháng 5 năm 1242, Béla nhận ra đất nước của mình đang mục nát từ bên trong.   Sự tàn phá đặc biệt nặng nề có thể kể đến như vùng đồng bằng phía đông sông Danube - nơi ít nhất một nửa các ngôi làng đã bị tiêu diệt.   Quân đội Mông Cổ đã dễ dàng tàn phá hầu hết các trung tâm hành chính truyền thống - thời đó được xây bằng các bức tường bằng đất và gỗ.  Chỉ những nơi được củng cố tốt, chẳng hạn như Esztergom, Székesfehérvár và Tu viện Pannonhalma, mới có thể chống lại cuộc bao vây thành công.   Kế đó, vào năm 1242 và 1243, nạn đói nghiêm trọng đã diễn ra tại đất nước Hungary.